# Silvia Szalai
Silvia Szalai (* 26. Februar 1975 in Szeged, Ungarn) ist eine ehemalige deutsche Schwimmerin. Sie gewann bei Weltmeisterschaften je eine Gold- und Silbermedaille sowie bei Europameisterschaften eine Goldmedaille.

## Sportliche Karriere
Silvia Szalai schwamm bis 1995 für den 1. SC München und ab 1996 für die Schwimmgemeinschaft Frankfurt. Bei Deutschen Meisterschaften auf der 25-Meter-Bahn siegte sie von 1995 bis 1998 über 200 Meter Schmetterling. 1998 und 1999 gewann sie über 200 Meter Freistil. Auf der 50-Meter-Bahn gewann Szalai keinen deutschen Meistertitel, war aber viermal Zweite über 200 Meter Schmetterling.
Bei den Kurzbahnweltmeisterschaften 1997 in Göteborg wurde Szalai Vierte mit der deutschen 4-mal-200-Meter-Freistilstaffel. In der 4-mal-100-Meter-Freistilstaffel wirkte Szalai nur im Vorlauf mit, im Finale wurde die deutsche Staffel Zweite. Bei den Europameisterschaften 1997 wurde sie Fünfte über 200 Meter Schmetterling. Anfang 1998 bei den Weltmeisterschaften in Perth trat Szalai in der 4-mal-100-Meter-Lagenstaffel und in der 4-mal-100-Meter-Freistilstaffel nur im Vorlauf an. Im Endlauf wurde die Lagenstaffel Vierte und die Freistilstaffel Zweite. Die 4-mal-200-Meter-Freistilstaffel mit Silvia Szalai, Antje Buschschulte, Janina-Kristin Götz und Franziska van Almsick erreichte das Finale mit der zweitbesten Zeit hinter der Staffel aus den Vereinigten Staaten. Im Finale schwammen Kerstin Kielgass, Silvia Szalai, Dagmar Hase und Franziska van Almsick fast sieben Sekunden schneller als die Vorlaufstaffel und gewannen den Titel vor dem US-Quartett und den Australierinnen.
Die Europameisterschaften 1999 wurden Ende Juli in Istanbul ausgetragen. Die 4-mal-200-Meter-Freistilstaffel mit Franziska van Almsick, Silvia Szalai, Hannah Stockbauer und Kerstin Kielgass gewann mit fast sechs Sekunden Vorsprung auf die zweitplatzierten Schwedinnen. Über 200 Meter Freistil wurde Kielgass Zweite und Szalai Vierte. Ende 1999 bei den Kurzbahneuropameisterschaften in Lissabon wurde Szalai über 400 Meter Freistil Dritte hinter der Ukrainerin Jana Klotschkowa und der Belarussin Natallja Baranouskaja.
2000 wurde Silvia Szalai Fünfte über 200 Meter Schmetterling bei den Europameisterschaften in Helsinki. Ins Olympiateam wurde Szalai nicht berufen. Bei den Weltmeisterschaften 2001 belegte die deutsche 4-mal-200-Meter-Freistilstaffel mit Silvia Szalai, Sara Harstick, Hannah Stockbauer und Meike Freitag den zweiten Platz hinter der britischen Staffel.